# بابا يارا
بابا يارا (بالإنجليزية: Baba Yara)‏ هو لاعب كرة قدم غاني في مركزي الوسط، ولد في 12 أكتوبر 1936 في كوماسي في غانا، وتوفي في 5 مايو 1969 في مستشفى كورلي بو التعليمي ‏ في غانا بسبب شلل. شارك مع منتخب غانا لكرة القدم. أما مع النوادي، فقد لعب مع أشانتي كوتوكو.